# Stanisław Wziątek

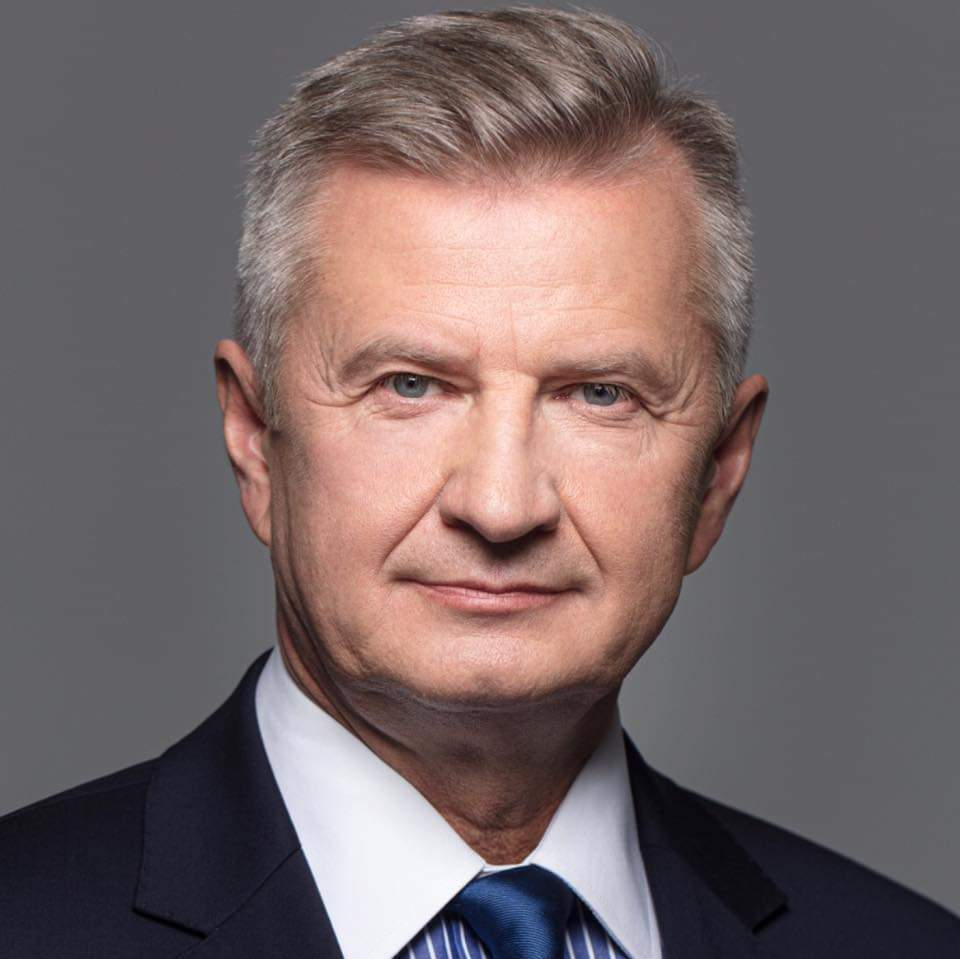
Stanisław Wziątek (2024)

Stanisław Czesław Wziątek (* 13. November 1959 in Połczyn-Zdrój) ist ein polnischer Politiker (SLD), Kommunalpolitiker und von 2005 bis 2015 Abgeordneter des Sejm in der V., VI. und VII. Wahlperiode. Seit 2023 ist er Unterstaatssekretär im Verteidigungsministerium.

## Leben und Beruf
Wziątek schloss 1988 sein Studium an der Hochschule für Pädagogik in Bydgoszcz ab. Hinzu kamen Aufbaustudien Organisation und Management an der Universität Warschau und in kommunaler Finanzaufsicht an der Universität Breslau. Später war er unter anderem Direktor eines Kulturzentrums in seiner Heimatstadt.

## Politik
Wziątek war im Polnischen Sozialistischen Studentenbund aktiv. Er war auch bis zu ihrer Selbstauflösung Mitglied der Polska Zjednoczona Partia Robotnicza (Polnische Vereinigte Arbeiterpartei – PZPR). In den Jahren 1994 bis 2001 bekleidete er das Amt des Bürgermeisters von Połczyn-Zdrój und gehörte von 1998 bis 2001 dem Kreistag des Powiat Świdwiński. Am 20. Oktober 2001 wurde er Woiwode der Woiwodschaft Westpommern (Zachodniopomorskie) und blieb in dieser Funktion bis zum 17. Oktober 2005. Seit Mai 2001 ist er Funktionär des Sojusz Lewicy Demokratycznej (Bund der Demokratischen Linken – SLD). Über die Liste dieser Partei wurde er 2005 für den Wahlkreis Koszalin als Abgeordneter in den Sejm gewählt. Vom 19. November 2005 bis zum 10. Mai 2008 war er Vorsitzender des SLD in der Woiwodschaft Zachodniopomorskie (Westpommern).
In der Parlamentswahl 2007 wurde er mit 12.566 Stimmen über die Liste der Lewica i Demokraci (Linke und Demokraten – LiD) erneut in den Sejm gewählt. Er ist Mitglied der Sejm Kommissionen für Umweltschutz und Stellvertretender Vorsitzender der Sejm Kommission für Verwaltung und Inneres. Seit dem 22. April 2008 ist er Mitglied der neu gegründeten Fraktion Lewica. 2010/11 war er Vorsitzender des Verteidigungsausschusses des Sejm. Auch bei der Parlamentswahl 2011 wurde er wiedergewählt und in der Folge stellvertretender Vorsitzender des Verteidigungsausschusses. Bei der Parlamentswahl 2015 wurde er hingegen nicht wiedergewählt, nachdem er bereits bei der Europawahl 2014 den Einzug in das Europaparlament verpasst hatte. Dafür gelang ihm bei den Selbstverwaltungswahlen 2018 die Wahl in den Woiwodschaftssejmik der Woiwodschaft Westpommern. Bei der Parlamentswahl 2023 kandidierte er erneut erfolglos zum Sejm. Im Dezember 2023 wurde er zum Unterstaatssekretär im Verteidigungsministerium ernannt. Bei den Selbstverwaltungswahlen 2024 gelang ihm erneut der Sprung in den westpommerschen Woiwodschaftssejmik.